# نايل ماكغين
نيال ماكغين، (الإنجليزية : Niall McGinn)، من مواليد 20 يوليوز 1987 بمدينة دينغانون بمقاطعة تيرون بإيرلندا الشمالية لاعب كرة قدم من إيرلندا الشمالية، يلعب كلاعب وسط في صفوف نادي أبردين، كما يشارك مع منتحب إيرلندا الشمالية لكرة القدم منذ سنة 2008.

## روابط خارجية
- نايل ماكغين على موقع الاتحاد الدولي (مؤرشف)  (الإنجليزية)
- نايل ماكغين على موقع الاتحاد الأوربي (الإنجليزية)
- نايل ماكغين على موقع دوري كوريا الجنوبية (الإنجليزية)
- نايل ماكغين على موقع قاعدة بيانات كرة القدم.إي يو (الإنجليزية)
- نايل ماكغين على موقع ناشيونال فوتبول تيمز (الإنجليزية)
- نايل ماكغين على موقع Soccerbase.com (لاعب) (الإنجليزية)
- نايل ماكغين على موقع Soccerway.com (الإنجليزية)
- نايل ماكغين على موقع عالم كرة القدم.نت (الإنجليزية)
- نايل ماكغين على موقع كووورة
- نايل ماكغين على موقع AS.com (الإسبانية)